# Melitaea athalia
Melitaea athalia é uma espécie de insetos lepidópteros, mais especificamente de borboletas pertencente à família Nymphalidae.
A autoridade científica da espécie é Rottemburg, tendo sido descrita no ano de 1775.
Trata-se de uma espécie presente no território português.

## Descrição

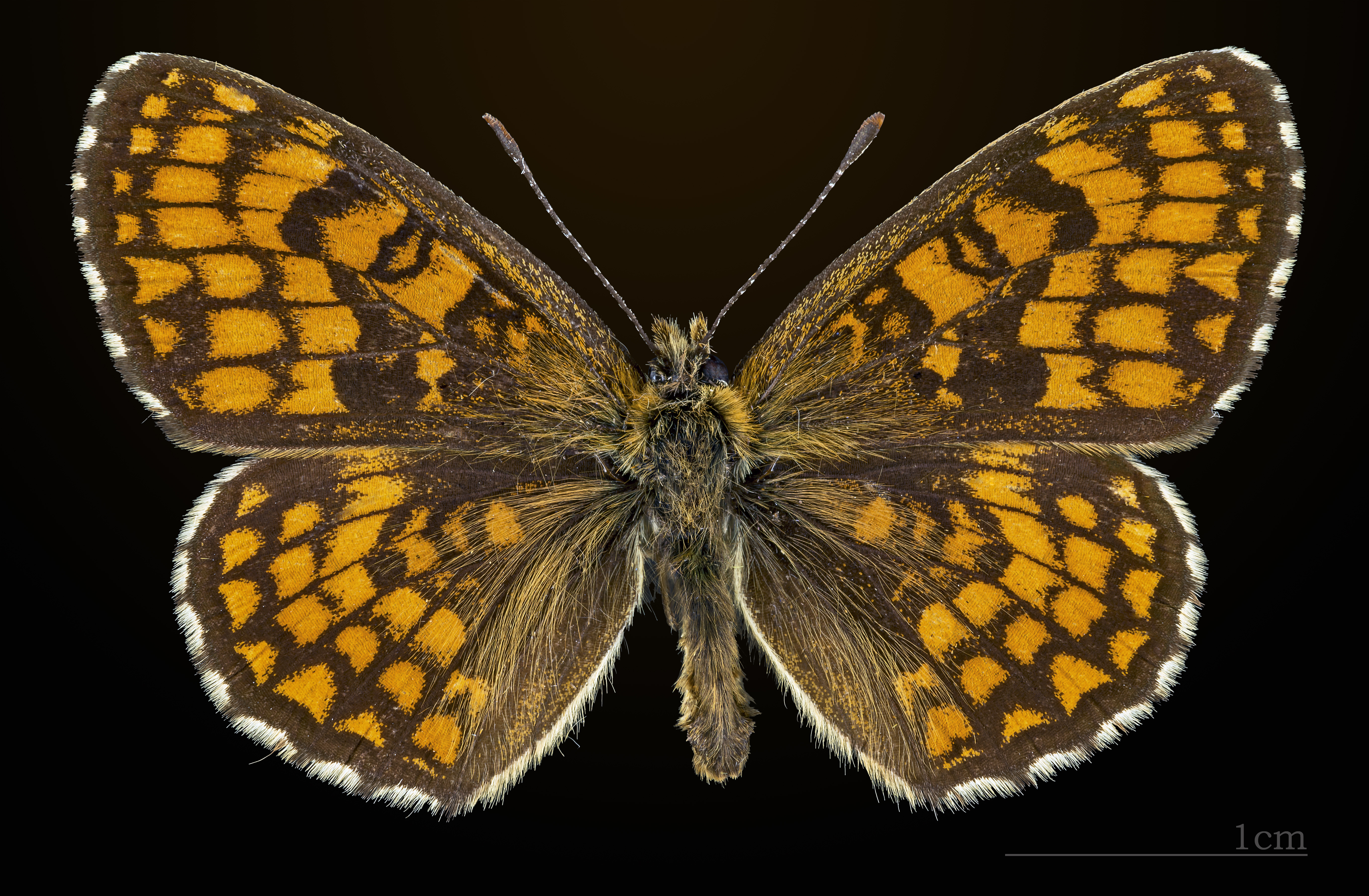
♂
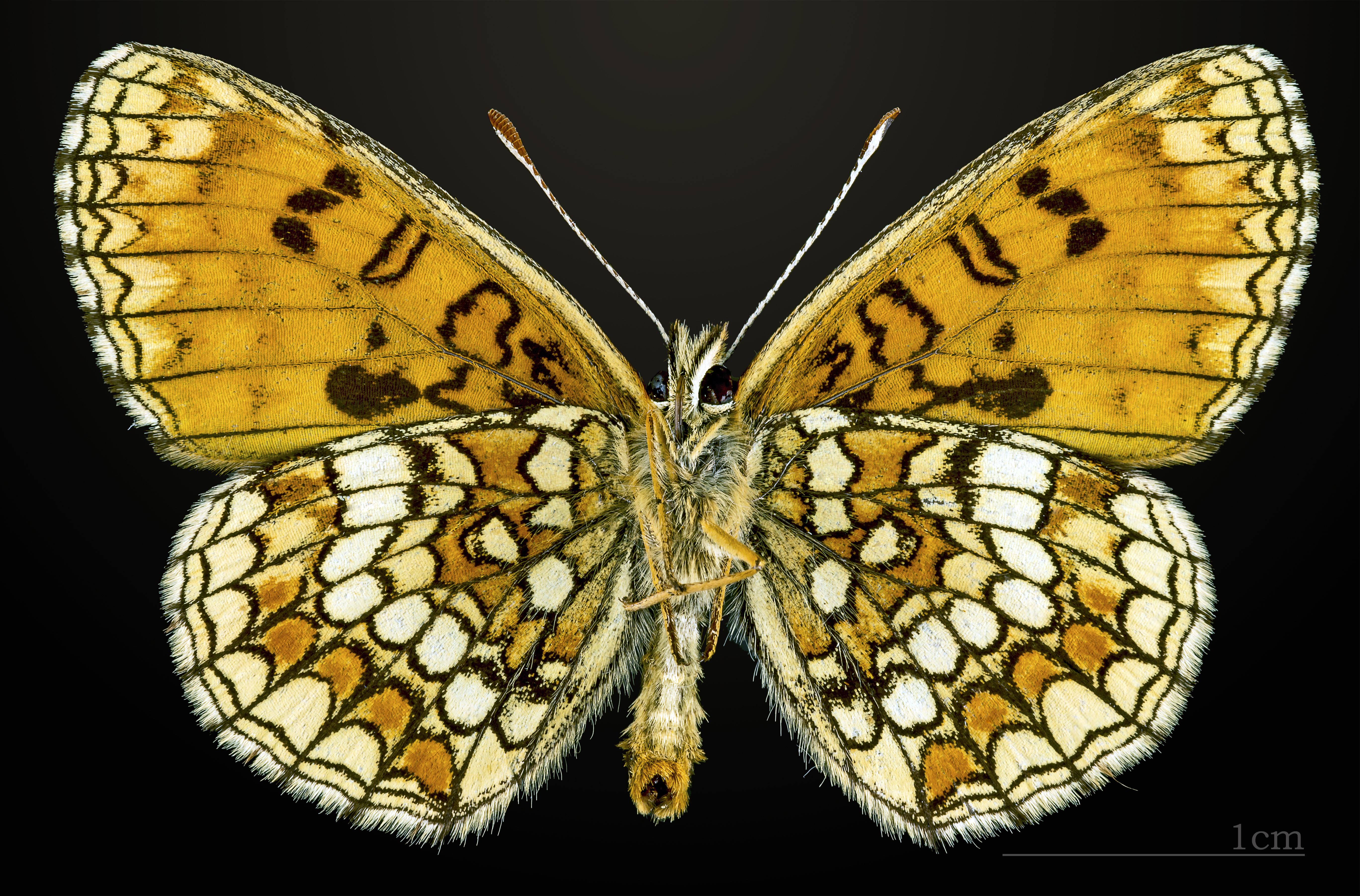
♂ △
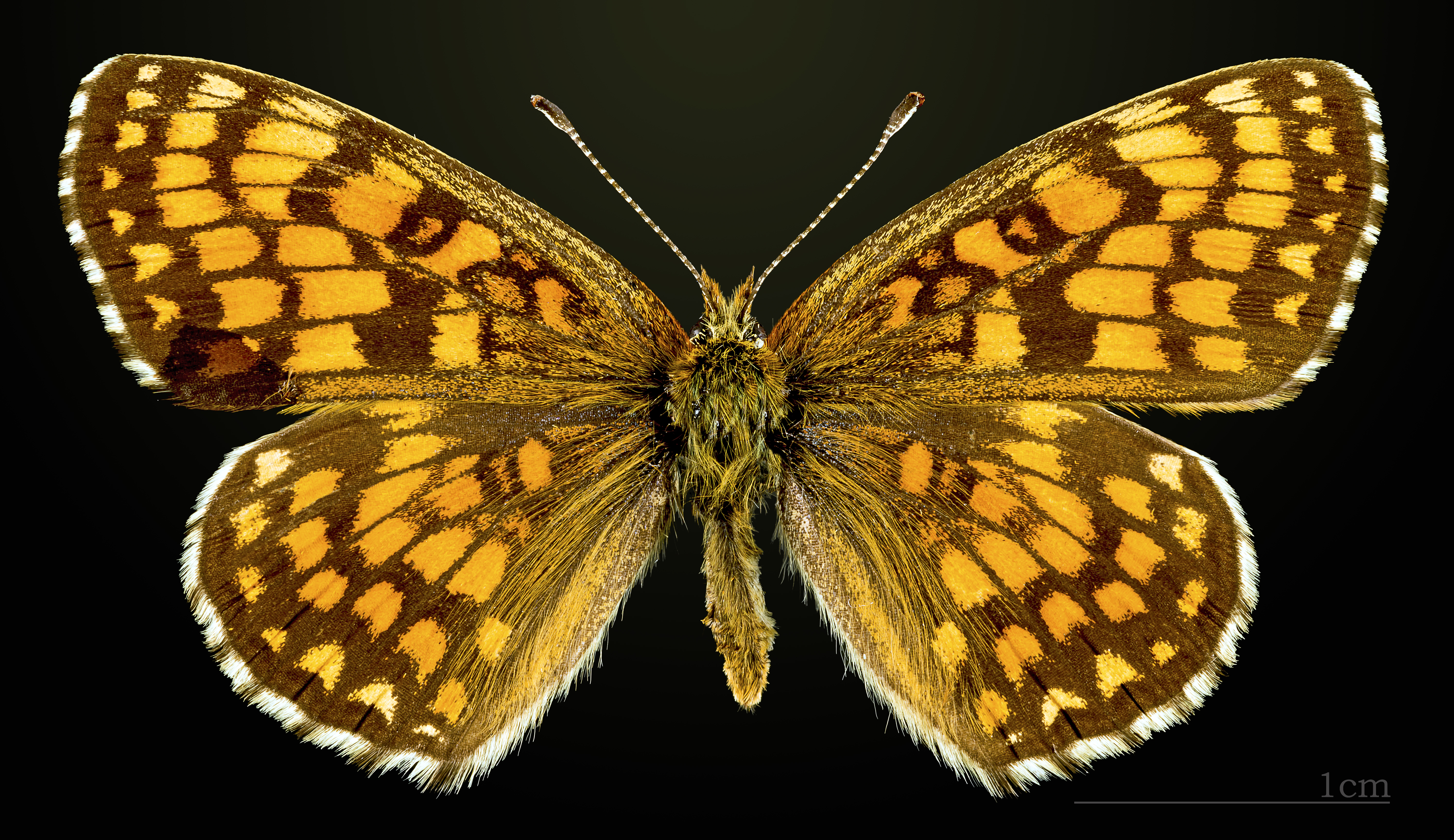
♀
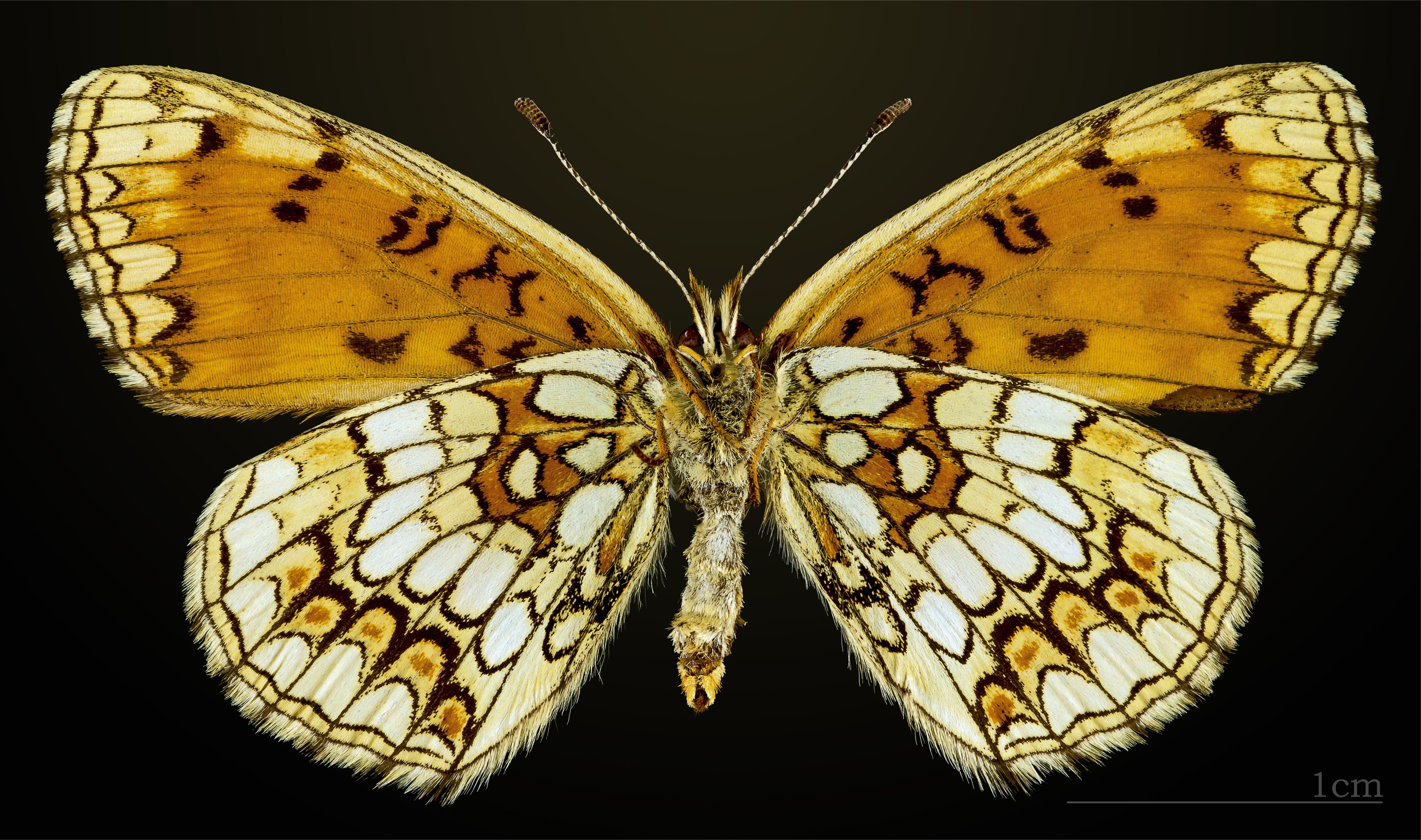
♀ △

## Subespécies
- M. a. athalia
- M. a. norvegica Aurivillius 1888
- M. a. celadussa Frühstorfer 1910
- M. a. dictynnoides (Hormuzaki 1898)
- M. a. lucifuga (Fruhstorfer 1917)

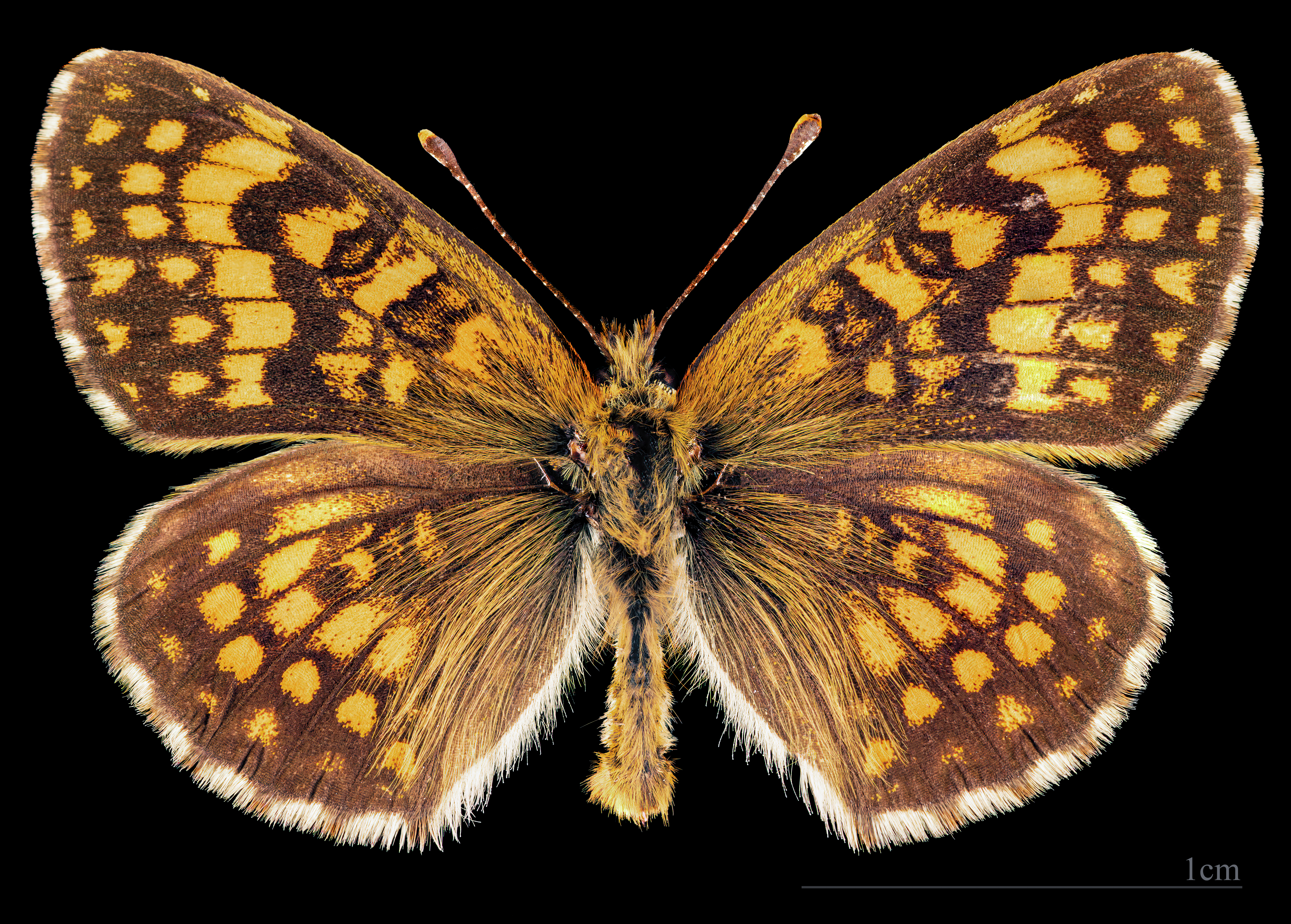
♂
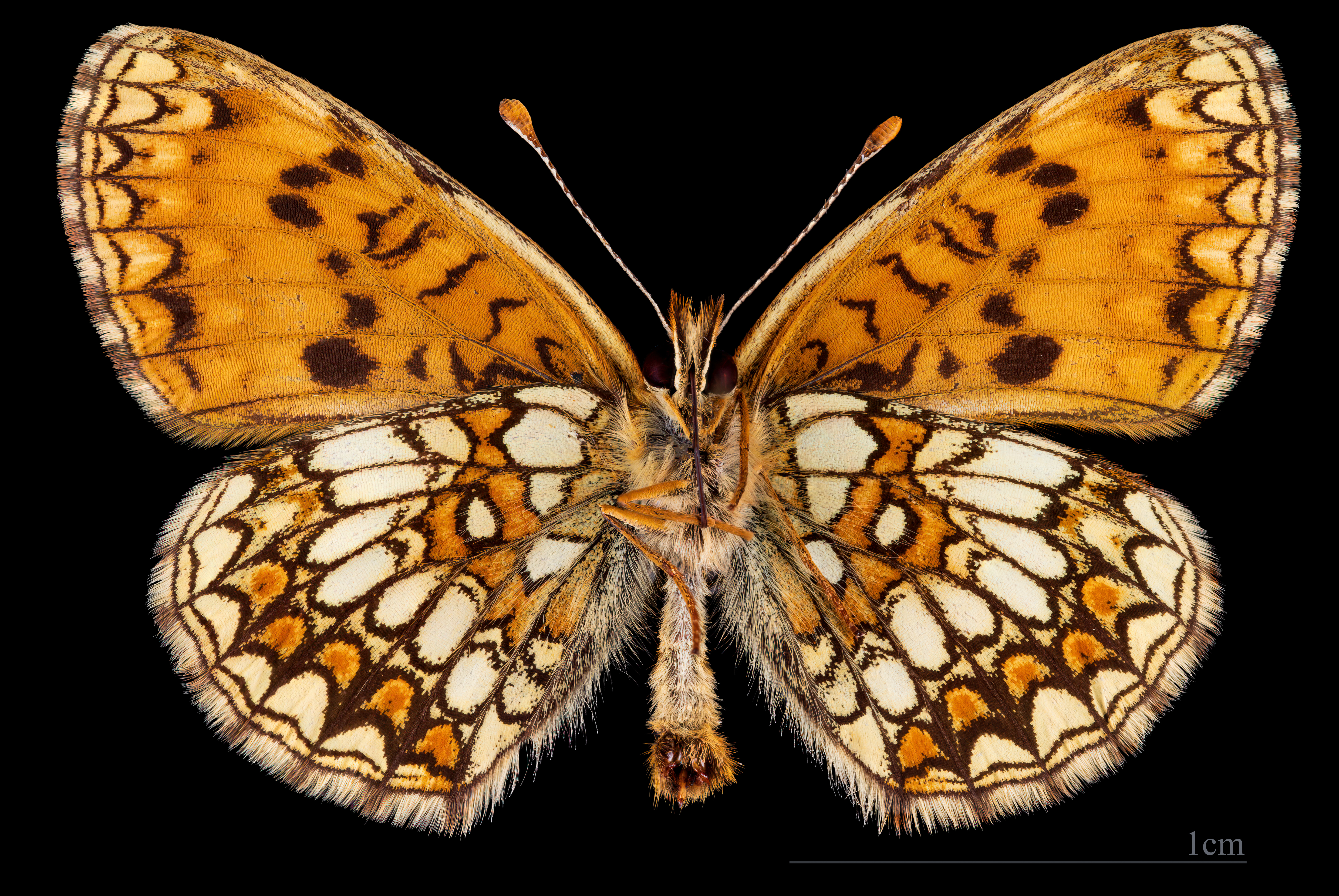
♂ △
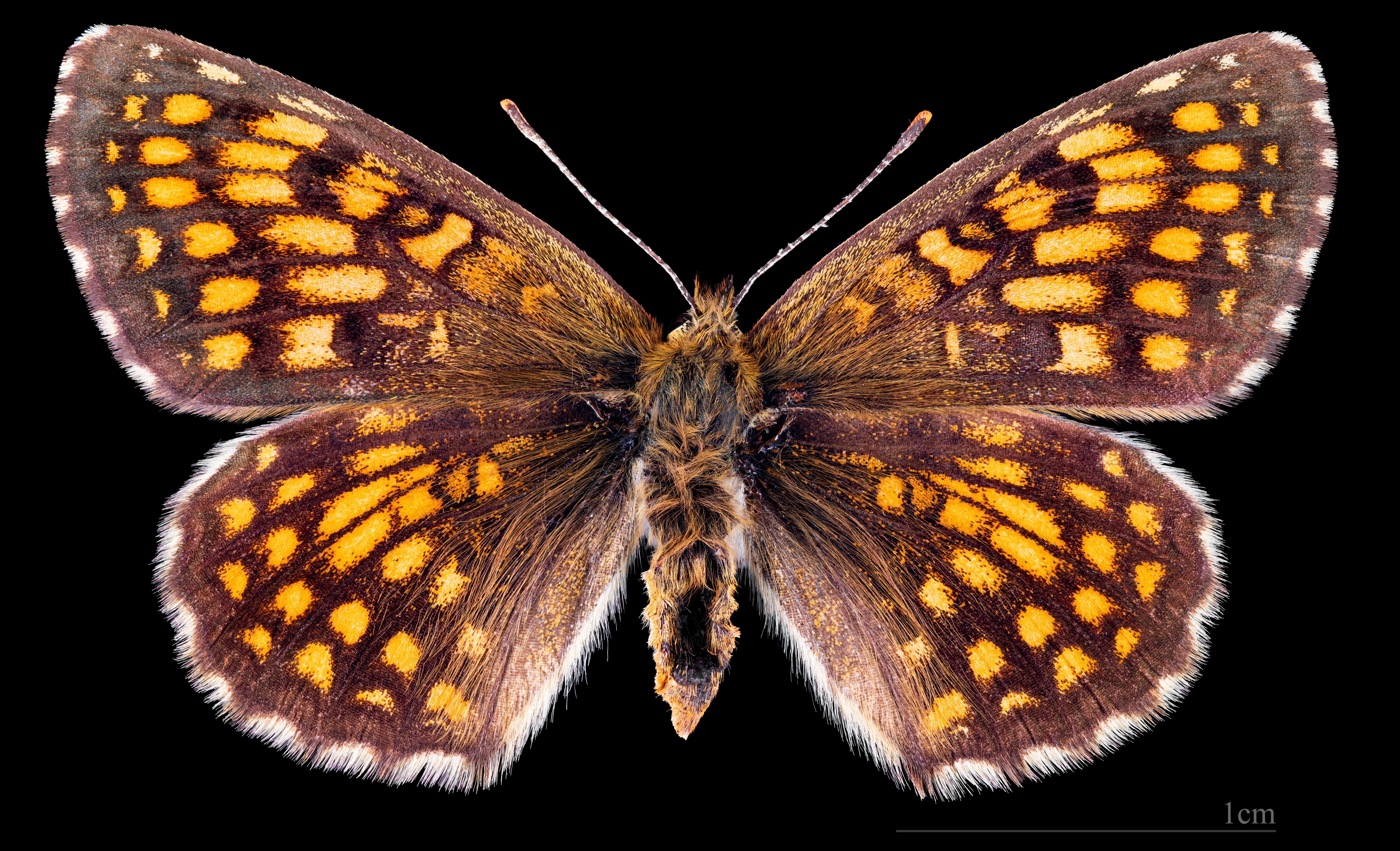
♀
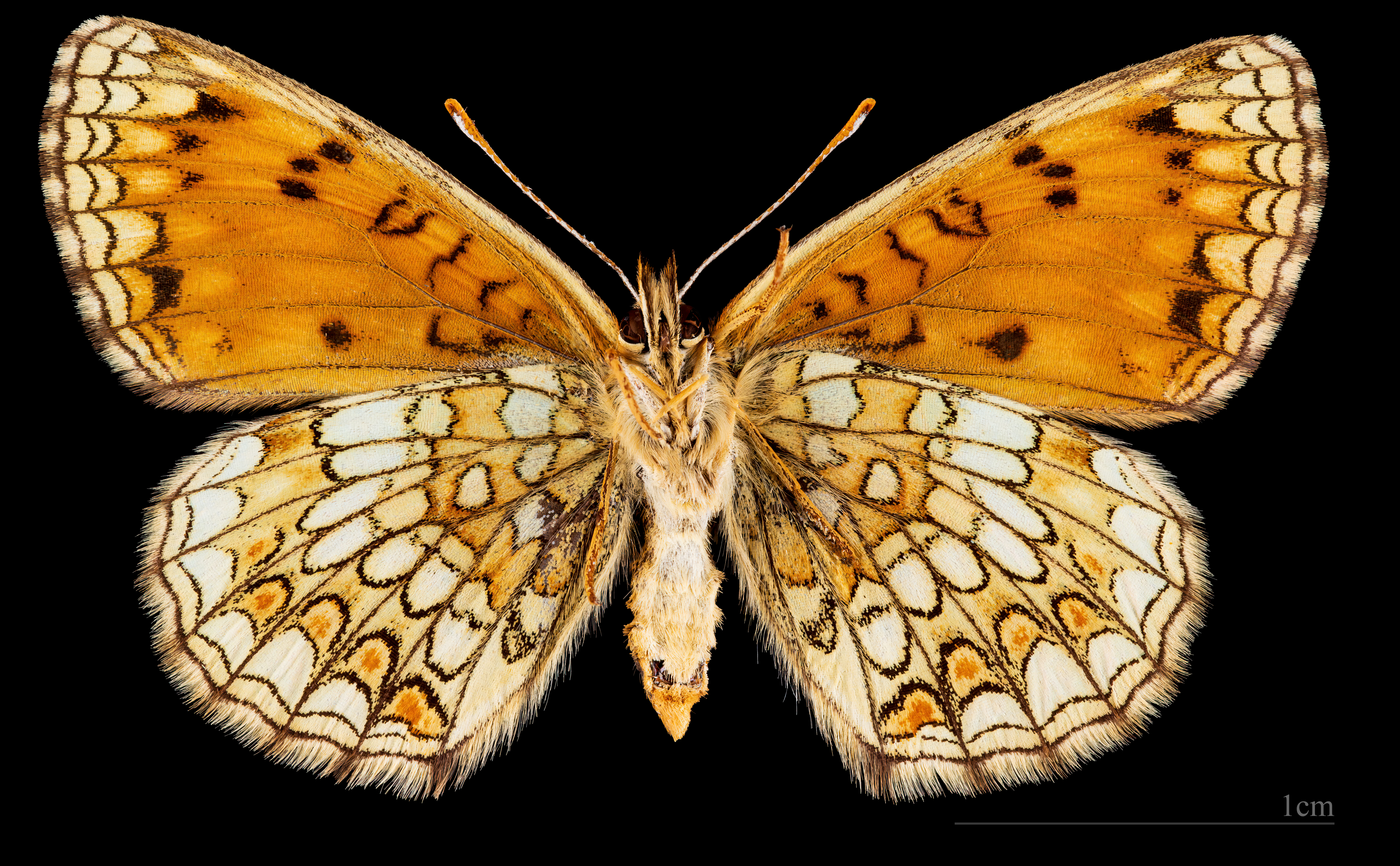
♀ △

- M. a. reticulata Higgins 1955
- M. a. baikalensis (Bremer 1961)
- M. a. hyperborea Dubatolov 1997

Melitaea athalia celadussa